# Doradille de Billot
Asplenium obovatum subsp. billotii
Sous-espèce
Synonymes
- Asplenium billotii F.W.Schultz, 1845
- Asplenium cuneatum F.W.Schultz, 1845
- Asplenium fontanum var. lanceolatum Fiori, 1921
- Asplenium lanceolatum subsp. billotii (F.W.Schultz) Sennen & Mauricio, 1933
- Asplenium lanceolatum var. billotii (F.W.Schultz) Rouy, 1913
- Asplenium lanceolatum Huds., 1778
- Asplenium obovatum subsp. billotii (F.W.Schultz) O.Bolòs, Vigo, Massales & Ninot, 1990
- Asplenium obovatum subsp. lanceolatum (Fiori) P.Silva, 1951
- Asplenium obovatum var. billotii (F.W.Schultz) Bech., 1929
- Asplenium rotundatum Kaulf., 1830
- Athyrium lanceolatum (C.Presl) Heufl., 1856
- Trichomanes lanceolatum Bubani, 1902[1]

Statut de conservation UICN

 LC  : Préoccupation mineure
La Doradille de Billot (Asplenium obovatum subsp. billotii syn. Asplenium billotii), aussi appelée Asplenium de Billot, Asplénium lancéolé ou Fougère de Billot, est une sous-espèce de Asplenium obovatum, espèce de fougères de la famille des Aspleniaceae et du genre Asplenium.

## Étymologie
Asplenium vient du mot grec asplénon signifiant « remède pour la rate » ; certaines de ces fougères ont été utilisées par les Grecs contre les maladies de la rate.
Obov vient du latin ; il signifie ovale, à gros bout vers l’extérieur ; obovatus signifie ovale, obovale.
Billoti signifie de Billot, en hommage à Paul-Constant Billot.

## Description

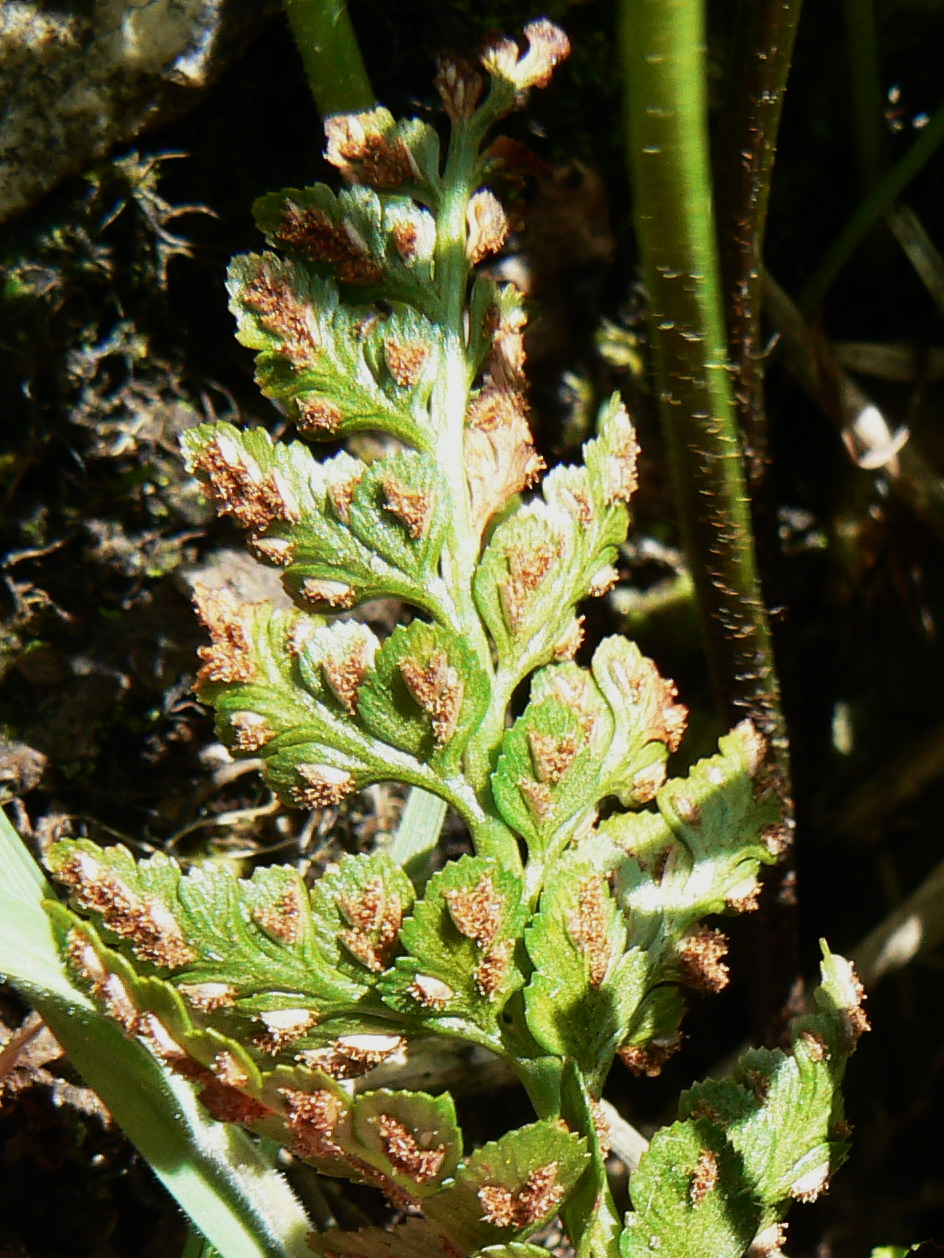
Frondes.

### Appareil végétatif
C'est une fougère vivace de 10 à 30 cm de hauteur, à tige souterraine courte et épaisse, formant des touffes fournies. Les frondes sont persistantes, longues, étroites, de contour général ovale-lancéolé, rétrécies aux deux extrémités, les pennes inférieures bien plus courtes que les moyennes ; le pétiole est brun rougeâtre sur la face inférieure, généralement plus court que le limbe foliaire ; le limbe est deux à trois fois divisé, épais, luisant ; les pinnules ovales-oblongues, à dents nombreuses, sont assez étroites et aiguës, peu confluentes à l'extrémité des pennes.

### Appareil reproducteur
Les sores se situent à la face inférieure des frondes, et sont petits, allongés, parfois confluents. La fructification est estivale (de mai à septembre).

### Confusions possibles
La Doradille de Billot peut être confondue avec certaines formes d'Asplenium adiantum-nigrum, mais chez ce dernier le contour de la feuille est nettement triangulaire, les pennes inférieures étant notablement plus longues que les moyennes. Des confusions sont aussi possibles avec Asplenium foreziense ; l'étude de la forme des dents des pinnules est nécessaire pour les distinguer.

## Habitat et écologie
La Doradille de Billot est hémicryptophyte. Elle est parfois abondante sur les parois rocheuses qu'elle affectionne ; elle pousse sur les rochers siliceux humides et ombragés, les vieux murs ou les talus, des côtes jusqu'à 1000 m d'altitude ; elle supporte assez bien les embruns sur les falaises maritimes.

## Répartition
La plante est originaire d'Europe occidentale et méridionale, ainsi que d'Afrique du Nord. En France, elle est surtout fréquente dans l'ouest (Massif Armoricain, Bretagne, Vendée, Cotentin) ; elle est plutôt rare ailleurs ; en Île de France elle n'est présente qu'en forêt de Fontainebleau.

## Menaces et conservation
Cette sous-espèce ne semble bien se maintenir qu'à proximité du littoral atlantique (Bretagne), ce qui correspond à son optimum écologique ; elle est en forte régression ailleurs. Elle est menacée par les méthodes de gestion forestière intensive, et par le décapage de talus rocheux au bord des routes. La plante est classée « en danger » (EN) en Alsace, Centre Val de Loire et île de France ; elle est protégée en France.